# Arvicanthis rufinus
Arvicanthis rufinus е вид гризач от семейство Мишкови (Muridae). Видът не е застрашен от изчезване.

## Разпространение и местообитание
Разпространен е в Бенин и Гана.
Обитава градски местности, храсталаци, савани, крайбрежия и плажове в райони с тропически и субтропичен климат.